# Л-2
Л-2 «Сталинец» — советская дизель-электрическая минно-торпедная подводная лодка времён Второй мировой войны, второй корабль серии II типа «Ленинец».

## История корабля
Лодка была заложена 6 сентября 1929 года на заводе № 189 в Ленинграде под именем «Марксист» и заводским номером 196. Спуск на воду состоялся 21 мая 1931 года. В 1932 году лодка получила имя «Сталинец», а 24 октября 1933 года вошла в состав КБФ.
5 сентября 1934 года «Сталинец» выполнял учебную задачу по программе боевой подготовки. Дивизионный инженер-механик К. Л. Григайтис, находящийся на лодке, зарегистрировал опасную концентрацию водорода в аккумуляторном отсеке. Также находившийся на борту командир дивизиона Г. Г. Таубе, опираясь на свой опыт эксплуатации подводных лодок типов «Декабрист» и «Барс» отклонил предложение о всплытии, так как это прервало бы учебную задачу. Произошёл взрыв, шесть человек, включая Таубе, погибли (похоронены на Коммунистическом кладбище Александро-Невской Лавры), ещё четверо, в том числе командир корабля, Г. А. Иванов, получили ранения. Командование кораблём принял Григайтис, который сумел произвести всплытие, дать сообщение о случившемся на базу и повести лодку к Гогланду, навстречу высланному к ней кораблю (он оставил рукописные воспоминания об аварии, впервые опубликованные в 2001 году).
Выяснилось, что причиной выделения водорода является низкокачественный свинцовый сурик, входивший в состав аккумуляторов вместо довоенного химически более чистого сурика из Бразилии. Впоследствии конструкция аккумуляторных ям была усовершенствована — от открытых ям, лишь прикрытых настилом «по образцу L-55» отказались в пользу более изолированной конструкции, аналогичной типу «Декабрист». На всех лодках внедрялись платиновые беспламенные каталитические дожигатели водорода, и взрывы прекратились.
15 сентября 1934 года лодка получила обозначение «Л-2».
C 7 декабря 1938 года по 11 ноября 1941 года лодка проходила капитальный ремонт на заводе в Ленинграде.
По состоянию на 22 июня 1941 года лодкой командовал А. П. Чебанов, «Сталинец» входил в состав 14-го дивизиона учебной Бригады ПЛ Балтийского флота, всё ещё находясь в ремонте.
12 ноября 1941 года в 18:00 лодка вышла из Кронштадта на минную постановку в Данцигскую бухту в составе конвоя № 4, направлявшегося на полуостров Ханко. По обнаруженным в архиве свидетельствам спасённых членов экипажа, в ночь с 14 на 15 ноября около 00:35 лодка подорвалась на донной мине (впоследствии выяснено, что это было заграждение «D.46», выставленное немецким заградителем «Кайзер»). Взрыв произошёл в кормовой части, экипаж корабля начал борьбу за живучесть. Корабль лишился хода, но устойчиво держался на поверхности. Однако около 1:00 произошёл второй взрыв мины, полностью разрушивший кормовую часть корабля. Командир поставил лодку на якорь, а затем на неё навалился потерявший ход эсминец «Суровый», также подорвавшийся на мине. Подошедший для спасения людей катер снят с эсминца его экипаж, включая троих перешедших на него моряков с Л-2, но подойти к подводной лодке отказался, ссылаясь на перегруз и минную опасность.
Анализ послевоенных финских документов показал, что Л-2 оставалась на плаву весь следующий день, отстреливаясь от самолёта-разведчика и ожидая помощи. Затонула Л-2 только на следующие сутки, после подрыва на уже третьей мине заграждения. Погиб весь экипаж, кроме моториста Василия Щербины, электрика Бойкова и старшины-радиста Николая Кваскова, успевших перейти на тонущий ЭМ «Суровый» и спасённых уже с него.
19 ноября 1941 года «Л-2» была исключена из состава флота. На ней погибли 49 членов экипажа.
Перед походом служивший на «Сталинце» командиром рулевой группы (БЧ-1) поэт-маринист Алексей Лебедев писал в стихотворении «Тебе (Прощание)»:
… Но если пенные объятья 
Нас захлестнут в урочный час, 
 И ты в конверте за печатью 
 Получишь весточку о нас, 
 -Не плачь, мы жили жизнью смелой, 
 Умели храбро умирать. 
 Ты на штабной бумаге белой 
Об этом сможешь прочитать. 
 Переживи внезапный холод, 
 Полгода замуж не спеши, 
 А я останусь вечно молод 
 Там, в тайниках твоей души. 
 А если сын родится вскоре, 
 Ему одна стезя и цель, 
 Ему одна дорога - море, 
 Моя могила и купель.

## Обнаружение
Остов Л-2 обнаружен в эстонских территориальных водах в 2010 году, изначально считалось, что это была найдена Щ-301. В 2012 году было проведено достоверное опознание. В мае и августе 2019 года международная экспедиция при участии финских дайверов и российской Разведывательно-водолазной команды совершала погружения к лодке, задокументировав её состояние и повреждения. 
Лодка лежит на глубине 87 метров на ровном киле курсом на юг, полупогруженная в ил, с дифферентом на корму. Нос немного возвышается над грунтом, кормовая часть полностью погружена в грунт. Находящаяся над грунтом часть корпуса лодки повреждений не имеет. Верхний рубочный люк закрыт, перископы опущены. 45-мм орудие 21-К находится в боевом состоянии. Из пустого якорного клюза свисает цепь, уходящая в грунт. Носовой аварийный буй находится на штатном месте.

## Командиры
- Иванов, Георгий Александрович (12.1931 — 09.1934)
- Асямолов, Александр Александрович (09.1934-03.1936)
- Иванов Г. А. (03.1936 — 12.1937)
- Рогачевский, Сергей Антонович (09.02.1938 — 31.06.1938)
- Косенко, Андрей Антонович (31.07.1938 — 16.03.1939)
- Чебанов, Александр Петрович (31.03.1939 — 14.11.1941)